# (7188) Yoshii
Pour les articles homonymes, voir Yoshii.
(7188) Yoshii est un astéroïde de la ceinture principale.

## Description
(7188) Yoshii est un astéroïde de la ceinture principale. Il fut découvert le 23 septembre 1992 à Kitami par Kin Endate et Kazuro Watanabe. Il présente une orbite caractérisée par un demi-grand axe de 2,19 UA, une excentricité de 0,15 et une inclinaison de 3,9° par rapport à l'écliptique.

## Compléments